# Liste de parfums
Cette liste répertorie près de 1 000 noms de parfums.
Le plus ancien identifié à ce jour est l'« Eau de Hongrie », dont l'origine se trouve peut-être entre la fin du Moyen Âge et la Renaissance. Les premiers fabricants de parfums apparaissent aux Temps modernes, d'abord en Italie, via l'Orient, puisque Venise et Gênes, centres maritimes et d'affaires, servent de plaque tournante pour l'importation des composants, puis, remontant vers la vallée du Rhin, est créée une « eau de Cologne », qui va rencontrer un succès en Europe, commercialisée grâce à deux familles de parfumeurs italiens dont les Farina.
Avec la Deuxième Révolution industrielle, la chimie cosmétique donne aux parfums ses premières molécules de synthèse au cours des années 1870, et l'usage d'associer haute couture, parfum et nom de couturier prend son essor à la fin de ce siècle. Des maisons de parfum, élargissant leurs gammes aux soins pour le corps, aux produits de beauté, se transforment en véritables empires commerciaux au sortir de la Première Guerre mondiale, les États-Unis devenant le premier gros client, la France une terre de prestige et du « bon goût ».
La période qui va de 1945 à nos jours, voit s'affirmer la toute puissance de multinationales, principalement de gros laboratoires pharmaceutiques et chimiques. Aujourd'hui, la plupart des parfums sont fabriqués par des entreprises spécialisées dans les assemblages, la composition de fragrances. Elles travaillent pour diverses marques, s'associant à des personnalités réputées pour leurs connaissances des nuances, qui possèdent une formation de chimiste et ont éduqué leur mémoire olfactive. Très concurrentiel, ce marché laisse cependant émerger de nombreux artisans, qui proposent même de renouer avec des fragrances oubliées, tout en respectant les normes sanitaires et environnementales.

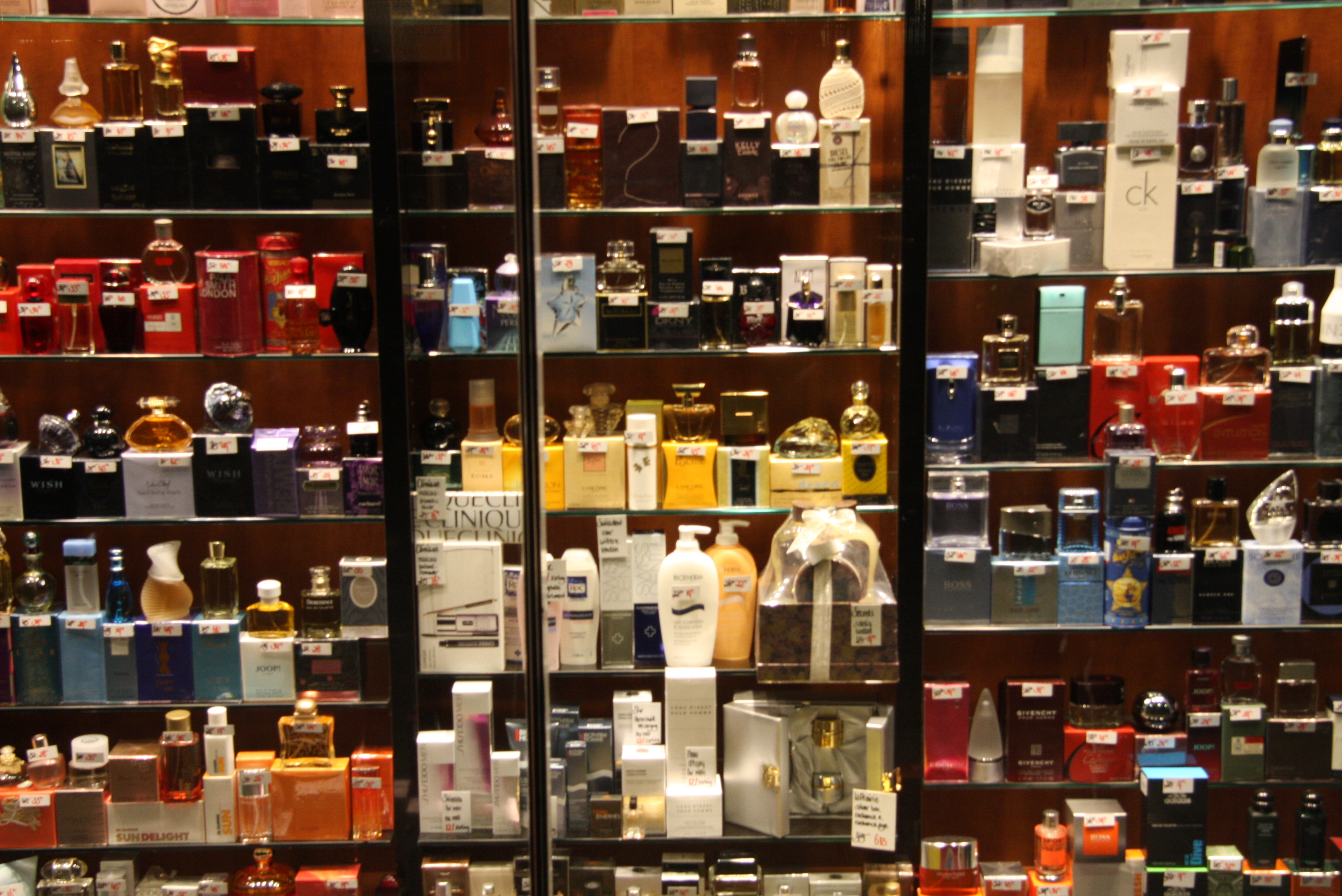
Parfums

- Haut – A
- B
- C
- D
- E
- F
- G
- H
- I
- J
- K
- L
- M
- N
- O
- P
- Q
- R
- S
- T
- U
- V
- W
- X
- Y
- Z

## 1
1. 1885 Bains Sulfureux Les Bains Guerbois 2018. Créé par Dorothée Piot. Ingrédients : Romarin, Fleur d'Oranger, Benjoin.
2. 1900 L'Heure de Proust Les Bains Guerbois 2021. Créé par Jérôme Épinette. Ingrédients : Pomelo, Accord Thé Noir, Vanille.
3. 1978 Les Bains Douches Les Bains Guerbois 2021. Créé par Bertrand Duchaufour. Ingrédients : Accord Whiskly, Tabac Blonc, Vanille.
4. 1979 New Wave Les Bains Guerbois 2021. Créé par Dominique Ropion. Ingrédients : Menthe Poivrée, Iris, Bois de Santal.
5. 1986 Eclectique Les Bains Guerbois 2019. Créé par Bertrand Duchaufour. Ingrédients : Davana, Miel, Tabac Blond.
6. 1992 Purple Night Les Bains Guerbois 2021. Créé par Dominique Ropion. Ingrédients : Mandarine, Tubéreuse, Patchouli.

- Haut – A
- B
- C
- D
- E
- F
- G
- H
- I
- J
- K
- L
- M
- N
- O
- P
- Q
- R
- S
- T
- U
- V
- W
- X
- Y
- Z

## 2
1. 2013 Résidence d'Artistes Les Bains Guerbois 2019. Créé par Dorothée Piot. Ingrédients : Pêche, Feuilles de Violette, Bois de Santal.
2. 2015 Le Phénix Les Bains Guerbois 2018. Créé par Michel Almairac. Ingrédients : Cardamome, Papyrus, Encens.
3. 2018 Roxo Tonic Les Bains Guerbois 2021. Créé par Fanny Bal. Ingrédients : Bergamote, Gentiane, vétiver.

- Haut – A
- B
- C
- D
- E
- F
- G
- H
- I
- J
- K
- L
- M
- N
- O
- P
- Q
- R
- S
- T
- U
- V
- W
- X
- Y
- Z

## A
1. Absolu de Rochas, 2002[1].
2. Absolutely Irrésistible de Givenchy, 2008. Notes : fleur d'oranger, cèdre, baies rouges, héliotrope et jasmin[2].
3. A*Men de Thierry Mugler, créé par Jacques Huclier, 1996. Le flacon est dessiné par Thierry Mugler. Notes : grain de café, cèdre et musc[3],[4].
  1. A*Men Pure Coffee de Thierry Mugler, 1998.
  2. A*Men Pure Arabica de Thierry Mugler, 2008.
4. Acqua Allegoria de Guerlain.
  1. Acqua Allegoria Pampeplune de Guerlain, créé par Mathilde Laurent, 1998[5].
  2. Aqua Allegoria Herba Fresca de Guerlain, créé par Mathilde Laurent, 1999[6],[5].
  3. Acqua Allegoria Bergamote Calabria de Guerlain, créé par Delphine Jelk, 2017.
5. Acqua Di Giò de Giorgio Armani, créé par Alberto Morillas et Jacques Cavallier, 1996[7],[8].
6. Acqua Di Gioia de Giorgio Armani, 2011. Notes : cèdre, citron, menthe, sucre roux, labdanum et jasmin[9].
  1. Acqua di Gioia Essenza de Giorgio Armani.
7. Adastra de Caron, 1939[10].
8. Agua Brava de Puig, 1968. Eau de cologne pour hommes[11].
9. Agua Lavanda de Puig, créé par Jean Carles, 1940[12].
10. Alchimie de Rochas, 1998[13].
11. Alien de Thierry Mugler, créé par Dominique Ropion et Laurent Bruyère (IFF), 2005. Notes : ambre[14].
  1. Alien Eau Luminescente de Thierry Mugler, créé par Dominique Ropion. Notes : mandarine, fleur de tiaré, ambre.
  2. Alien Sunessence de Thierry Mugler, 2011. Note : kiwi[15].
12. Alix de Grès, 1982[16].
13. Alliage d'Estée Lauder, 1972[6].
14. Allure de Chanel, créé par Jacques Polge, 1996[14].
  1. Allure Sensuelle de Chanel, créé par Jacques Polge, 2005. Flacon rouge métallisé. Notes : encens, vanille bourbon et patchouli ambré.
15. Allure Homme de Chanel, créé par Jacques Polge, 1999. Un boisé ambré, notes : ambre, bois, épices, agrumes[14].
  1. Allure Homme Sport de Chanel, créé par Jacques Polge, 2004[17].
  2. Allure Homme Sport Cologne Sport de Chanel, créé par Jacques Polge, 2007[18].
  3. Allure Homme édition blanche de Chanel, créé par Jacques Polge, 2008[19].
  4. Allure Homme Sport Eau Extrême de Chanel, créé par Jacques Polge, 2012[17].
16. Alpona de Caron, 1939[10].
17. Amarige de Givenchy, créé par Dominique Ropion, 1991[20].
  1. Amarige Mariage de Givenchy. Notes : orange, magnolia, jasmin, santal, patchouli.
18. Amazone d'Hermès, créé par Maurice Maurin, 1974[20].
19. Amber & patchouli Cologne de Jo Malone, créé par Christine Nagel, 2010[21].
20. Amber pour Homme de Prada, créé par Daniela Andrier, 2006[22].
  1. Amber pour Homme Intense de Prada, 2011. Notes : vanille Bourbon, myrrhe, bergamote[23].
21. Ambra d'Etro, 1989[24].
22. Ambre de Guerlain, 1890[25].
23. Ambre de Molinard, 1993[24].
24. Ambre Antique de Coty, créé par François Coty, 1905[26].
25. Ambre Gris de Balmain, créé par Guillaume Flavigny, 2008. Notes : épices, myrrhe, tubéreuse, ambre gris, bois de gaïac et musc blanc[27],[28].
26. Ambre Royal de Violet[29].
27. Amérique de Courrèges, 1974[30].
28. Amor Amor de Cacharel, créé par Dominique Ropion et Laurent Bruyère, 2003[31].
  1. Amor Amor Catch Me de Cacharel, créé par Dominique Ropion, 2012[32].
  2. Amor Amor Elixir de Cacharel. Flacon bleu nuit. Notes : fleurs blanches sur fond de bois exotiques et de benjoin.
  3. Amor Amor Tentation de Cacharel, 2008. Notes : mandarine, lierre, jasmin, fleur de tiaré, cèdre et vanille[2].
  4. Amor Amor Absolu de Cacharel, créé par Dominique Ropion, 2010[33].
29. Amouage d'Amouage (Sultanat d'Oman), créé par Guy Robert, 1984[34].
30. Amour Amour de Jean Patou, 1925[34].
31. Anaïs Anaïs de Cacharel, créé par Annette Louit, Roger Pellegrino (Firmenich), 1980. Notes : tubéreuse, chèvrefeuille, jacinthe et rose. Le flacon est imaginé par Annegret Beier et la photo est prise par Sarah Moon[35]
32. Ange ou démon de Givenchy, créé par Jean-Pierre Béthouart, 2006[36]. Notes : Lys blanc, héliotrope amandée et poudrée.
  1. Ange ou Démon, le secret de Givenchy, 2009[37].
33. Angel de Thierry Mugler, 1992[7].
  1. Angel Innocent de Thierry Mugler, créé par Laurent Bruyère, 1998[38].
34. Angélique Noire de Guerlain, créé par Daniela Andrier, 2005[22].
35. Antaeus de Chanel, 1981[39].
36. Antaric d'Yves Rocher, 1990[40].
37. Antidote de Viktor & Rolf, 2006. Parfum pour homme[41].
38. Apparition d'Ungaro, créé par Francis Kurkdjian et Françoise Caron, 2004[8],[42].
39. Après l'Ondée de Guerlain, 1906. Créé par Jacques Guerlain[43].
40. Aquawoman de Rochas, 2002[13].
41. Aquazur de Lancaster, créé par Francis Kurkdjian[8].
42. Armani de Giorgio Armani, 1982[44].
43. Armani Code de Giorgio Armani, créé par Antoine Lie, Antoine Maisondieu et Clément Gavarry, 2004.
  1. Armani Code Ultimate d'Armani, créé par Antoine Maisondieu, 2012. Notes : pamplemousse, mandarine, badiane, cyprès, vanille et fève tonka[45].
44. Armani Mania de Giorgio Armani, créé par Francis Kurkdjian[8].
45. Aromatics Elixir de Clinique (Estée Lauder), créé par Bernard Chant, (IFF), 1971[46],[47].
46. Arpège de Lanvin, créé par André Fraysse et Paul Vacher, 1927[46].
  1. Éclat d'Arpège de Lanvin, créé par Karine Dubreuil, 2002[48].
  2. Éclat d'Arpège Pour Homme de Lanvin, 2015
47. Arsène Lupin de Guerlain, 2010[49].
48. A Scent by Issey Miyake d'Issey Miyake, créé par Daphné Bugey, 2009[6],[50].
  1. A Scent by Issey Miyake Eau de parfum florale d'Issey Miyake, 2010[51].
49. Ashes of Roses de Bourjois, 1909[52].
50. A Suma de François Coty, créé par Vincent Roubert, 1934[53],[54].
51. Aura de Thierry Mugler, 2017
52. Azzaro de Loris Azzaro, 1975. Son flacon est créé par Pierre Dinand[55].
  1. Azzaro Couture de Azzaro, automne 2008, nouvelle version du parfum Azzaro.
53. Azzaro 9 de Loris Azzaro, 1984[56].
54. Azzaro pour Homme de Loris Azzaro, créé par Gérard Anthony (Firmenich), 1978. Notes : Fougère hespéridée, musquée, ambrée et boisée[57],[8].
55. Azzura de Loris Azzaro, créé par Laurent Bruyère, 1999[58],[38].

- Haut – A
- B
- C
- D
- E
- F
- G
- H
- I
- J
- K
- L
- M
- N
- O
- P
- Q
- R
- S
- T
- U
- V
- W
- X
- Y
- Z

## B
1. B de Boucheron, 2008[59]. Notes boisé floral : cèdre, santal, patchouli, rose, osmanthus, fleur d'oranger et épices[2].
2. Baby Doll d'Yves Saint Laurent, créé par Cécile Matton, 1999[60].
  1. Baby Doll Candy Pink d'Yves Saint-Laurent, 2005.
3. Baghari de Robert Piguet créé par Francis Fabron, 1950.
4. Bal à Versailles de Jean Desprez, 1962[61].
5. Balahé de Léonard, 1983[62].
6. Balenciaga Paris de Balenciaga, 2010. Note : violette[63],[64].
7. Balenciaga pour Homme de Balenciaga, 1990[61].
8. Balmain Homme de Balmain, 2015[65].
9. Bandit de Robert Piguet, créé par Germaine Cellier, 1944[66]
10. Bang de Marc Jacobs, 2010[67].
11. Be Delicious de DKNY, créé par Maurice Roucel, 2004[68],[69].
12. Beautiful d'Estée Lauder, créé par Max Gavarry, 1986. Le flacon est créé par Ira Levy[70],[71].
13. Beige de Chanel, créé par Jacques Polge, 2009[72].
14. Bel Ami, d'Hermès, créé par Jean-Louis Sieuzac, 1986[73].
15. Bel Respiro de Chanel, créé par Jacques Polge et Christopher Sheldrake, 2007[74]. Notes : herbe de feuilles, garrigue et cuir, en référence à la maison de Garches de Coco Chanel[73].
16. Belle de Minuit de Nina Ricci, 2000[74]
17. Belle en Rykiel Blue and Blue de Sonia Rykiel, 2008[1].
18. Belle France de Guerlain, 1892[25].
19. Bellodgia de Caron, créé par Ernest Daltroff, 1927[75].
20. Benjoin bohème de Diptyque, créé par Olivier Pescheux, 2015.
21. Beyond Paradise d'Estée Lauder, créé par Calice Becker, 2003[72].
22. Beyond Paradise pour Homme d'Estée Lauder, créé par Calice Becker, 2004[72].
23. Bint el Sudan créé par Eric Burgess, 1920[76]
24. Bizarre de Piguet, créé par Jean Carles, 1945[12].
25. Black Orchid de Tom Ford, 2006[77].
26. Blenheim Bouquet de Penhaligon's, 1902. Notes : agrumes et pin[78].
27. Bleu de Chanel, créé par Jacques Polge, 2010. FiFi Award aux États-Unis en 2011[79].
28. Blue Grass d'Elizabeth Arden, créé par Georges Fuchs, 1934[79].
29. Body Power d'Estée Lauder, 2000[6].
30. Bois d'Encens d'Armani Privé, créé par Michel Almairac, 2004[80].
31. Bois d'Orange de Roger & Gallet, 2009[77].
32. Bois des Îles de Chanel, créé par Ernest Beaux, 1926[81].
33. Bon vieux temps de Guerlain, 1902. Créé par Jacques Guerlain[43].
34. Boss de Hugo Boss, 1999[59]
35. Boss Blue Edition de Hugo Boss, créé par Gérard Anthony (Firmenich), 2004[8].
36. Boucheron de Boucheron, 1988[59].
37. Boucheron pour Homme de Boucheron, 1991[59].
38. Boudoir de Vivienne Westwood, 1998[82].
39. Bowling Green de Geoffrey Beene, 1990[83].
40. Boxeuses de Serge Lutens, 2010. Notes : prune, la réglisse et violette[84].
41. Byzance de Rochas, créé par Nicolas Mamounas, 1987. Notes : citron, jasmin, tubéreuse, rose de Turquie, santal, vanille, musk, cardamome[85],[86].

- Haut – A
- B
- C
- D
- E
- F
- G
- H
- I
- J
- K
- L
- M
- N
- O
- P
- Q
- R
- S
- T
- U
- V
- W
- X
- Y
- Z

## C
1. C'est la vie ! de Christian Lacroix, créé par Roure, 1990[87].
2. C'est la fête de Christian Lacroix, créé par Jean Jacques, 2007[88].
3. Cabochard de Grès, 1959[89].
4. Cabotine de Grès, 1990[90].
  1. Cabotine Gold de Grès, 2009[74].
5. Cachet bleu de Lancôme, 1935[91].
6. Calandre de Paco Rabanne, créé par Michel Hy, 1969[92].
7. Calèche d'Hermès, 1961[89].
8. Calendal de Molinard, 1929[93].
9. Caline de Jean Patou, 1964[89].
10. Candide Effluve de Guerlain, créé par Jacques Guerlain, 1924[94].
11. Canoë de Dana, 1935[95].
12. Cantilène de Revillon, 1948[96].
13. Capricci de Nina Ricci, 1962[89].
14. Captain de Molyneux, 1975[97].
15. Caractère de Daniel Hechter, 1989[98].
16. Carbonne de Balmain, 2010[65].
17. Cardin de Pierre Cardin, 1976[99].
18. Carnation de By Terry, créé par Mona Di Orio, 2006[100].
19. Carnegie Blue de Carnegie, 1944[101].
20. Carnet de bal de Revillon, 1937[91].
21. Ce Soir ou Jamais d'Annick Goutal, créé par Annick Goutal, 1999[102].
22. Celui de Jean Dessès, 1962[103].
23. Cerruti Image Woman de Cerruti, 2000[6].
24. Chaldée de Jean Patou, 1927[91].
25. Chamade de Guerlain, créé par Jean-Paul Guerlain, 1969[89],[104].
26. Champs-Élysées de Guerlain, 1re version créée par Jacques Guerlain, 1904. Le flacon est en forme de tortue[105]. Deuxième version créée par Jean-Paul Guerlain, 1996[106].
  1. Too Much Champs-Élysées de Guerlain, 2000[107].
27. Champion de Davidoff, créé par Aurélien Guichard[108].
  1. Champion Energy de Davidoff, créé par Aurélien Guichard, 2011[108].
28. Chance de Chanel, 2003[109]
29. Chant d'Arômes de Guerlain, créé par Jean-Paul Guerlain, 1962[110],[104].
30. Chantilly de Houbigant, créé par Marcel Billot, 1941[110].
31. Cherry Blossom de Guerlain, 2000[107].
  1. Cherry Blossom Glittering de Guerlain, 2004[107].
32. Chicane de Jacomo, 1971[89].
33. Chloé de Karl Lagerfeld, 1975[99].
34. Choc de Pierre Cardin, 1981[99].
35. Christian Lacroix de Christian Lacroix, 1999. Notes : pêche, estragon, coriandre, vétiver, santal[88].
36. Le Chypre de Coty, créé par François Coty, 1917. Notes : mousse de chêne, patchouli, ciste et bergamote[111],[112].
37. Chypre de Paris de Guerlain, 1909[113].
38. Cialenga de Balenciaga, 1973[99].
39. Ciao d'Houbigant, 1984[114].
40. Cigalia de Roger & Gallet, 1911[115].
41. Cinnabar d'Estée Lauder, 1978[116].
42. Citizen Queen de Juliette Has A Gun, créé par Francis Kurkdjian, 2008. Un chypré poudré[117].
43. Citron Citron de Miller Harris, créé par Lyn Harris[118].
44. CK in U de Calvin Klein, créé par Bruno Jovanovic, 2007[119].
45. CK One de Calvin Klein, créé par Alberto Morillas de Firmenich, 1995[120].
  1. CK One Summer de Calvin Klein, créé par Harry Fremont. Notes fraîches et sucrées : agrumes frais, fleur d'oranger, pamplemousse, menthe et gingembre.
  2. CK One Shock de Calvin Klein, 2011[121].
  3. CK One Shock street édition de Calvin Klein, 2013. Il existe une version masculine créée par Céline Barel et Pierre Wargnye et une version féminine créée par Clément Gavarry. La décoration des flacons est imaginée par deux graffeurs, Miss 163 et Fabel[121].
46. Clair de Jour de Lanvin, 1983[122].
47. Clandestine de Guy Laroche, 1986[123].
48. Classique de Jean Paul Gaultier, 1996. Note : rose[124].
49. Climat de Lancôme, 1967[125].
50. Clin d'œil de Bourjois, 1984[126].
51. Coco de Chanel, créé par Jacques Polge, 1984[127].
52. Coco Mademoiselle de Chanel, créé par Jacques Polge, 2001[109].
53. Coco Noir de Chanel, créé par Christopher Sheldrake et Jacques Polge, 2012[128].
54. Cocktail de Jean Patou, 1930[91].
55. Cœur de Jeannette d'Houbigant, créé par Paul Parquet[129].
56. Cœur Joie de Nina Ricci, 1946[130].
57. Collection Extraordinaire de Van Cleef & Arpels, 2009[37].
58. Cologne de Thierry Mugler, créé par Alberto Morillas, 2001[131].
59. Cologne Bigarade des Éditions de parfums Frédéric Malle, créé par Jean-Claude Ellena, 2001[109],[132].
60. Cologne Blanche de Dior, créé par Francis Kurkdjian[8].
61. Colony de Jean Patou, 1938[91].
62. Comme des Garçons de Comme des Garçons, 1994[7].Francis Kurkdjian
63. Comme une Evidence L'Eau d'Yves Rocher, 2011. Notes : agrumes, patchouli, jasmin[15].
64. Complice de Coty, 1974[99].
65. Cool Water de Davidoff, créé par Pierre Bourdon, 1988[133],[134].
  1. Cool Water Pure Pacific de Davidoff[8].
66. Coque d'or de Guerlain, 1937[91].
67. Coriolan de Guerlain, 1999[107].
68. Cordon Vert de François Coty, 1905.
69. Cordon Rouge de François Coty, 1909.
70. Coromandel de Chanel, 2007[24]. Notes : encens et benjoin.
71. Coryssima de Coryse Salomé, 1972[99].
72. Courrèges in Blue de Courrèges, 1983[135].
73. Cralliam de Roger & Gallet, 1886[115].
74. Création de Coryse Salomé, 1951[136].
75. Crêpe de Chine de F.Millot, créé par Jean Desprez, 1925[113],[137]. à l'Osmothèque
76. Cristalle de Chanel, 1974[99].
77. Cuir Beluga de Guerlain, 2005[138].
78. Cuir de Russie de Chanel, 1924[139].
79. Cyprisine de Guerlain, 1894[25].

- Haut – A
- B
- C
- D
- E
- F
- G
- H
- I
- J
- K
- L
- M
- N
- O
- P
- Q
- R
- S
- T
- U
- V
- W
- X
- Y
- Z

## D
1. D de Diane von Fürstenberg, créé par Annie Buzantian (Firmenich), 2003[8].
2. Daisy de Marc Jacobs.
  1. Daisy Eau So Fresh de Marc Jacobs, 2011. Notes : framboise, rose sauvage et prune[15].
3. Dali des parfums Salvador Dali, créé par Alberto Morillas, 1983[140].
4. Dans la nuit de Worth, créé par Maurice Blanchet, 1924[141].
5. Davana de Franka M. Berger, 1985[142].
6. Davidoff de Davidoff, 1987[143].
7. De Viris de Bogart, 1982[143].
8. Déclaration de Cartier, créé par Jean-Claude Ellena[144].
9. dédicace de Chéramy, 1966[89].
10. Derby de Guerlain, créé par Jean-Paul Guerlain, 1985[143],[104].
11. Derrick de Orlane, 1978[145].
12. Désir Princier de Lenthéric, 1910[146].
13. Desire Me d'Escada, 2009. Note : tiramisu[147].
14. Detchema de Revillon, 1953[136].
15. Di Borghese de Borghese, 1978[6].
16. Dior Addict de Christian Dior, créé par Thierry Wasser[148], 2002[1].
17. Dior Dior, de Christian Dior, 1976[99].
18. Dior Homme de Christian Dior, 2005.
  1. Dior Homme Intense de Christian Dior.
  2. Dior Homme Sport, créé par François Demachy, 2008. Notes : cèdre, gingembre, cédrat et iris[149].
19. Diorama de Christian Dior, 1949[136].
20. Diorella de Christian Dior, créé par Edmond Roudnitska, 1972. Composants : citron, basilic, chèvrefeuille, pêche, jasmin, vétiver et mousse de chêne[150],[151].
21. Dioressence de Christian Dior, créé par Max Gavarry, 1979. Composants : géranium, jasmin, cannelle, vétiver, patchouli et mousse de chêne[150],[71].
22. Diorissimo de Christian Dior, créé par Edmond Roudnitska, 1956. Composants : muguet, lys Saint-Jacques, jasmin, ylang-ylang, boronia et bois de rose[150].
23. Diorling de Christian Dior, créé par Paul Vacher, 1963. Chypre cuir[89],[152].
24. Diva de Ungaro, créé par François Demachy, 1983[127],[153].
25. Divine folie de Jean Patou, 1933[91].
26. Dix de Balenciaga, 1946[61].
27. Dix pétales de rose de Guerlain, 1899[25].
28. Djedi de Guerlain, 1925[91].
29. Dolce Vita de Christian Dior, créé par Pierre Bourdon et Maurice Roger, 1995
30. Double mixte de Revillon, 1984[135].
31. Douce ivresse d'Isabelle Lancray, 1985[142].
32. Drakkar de Guy Laroche, 1972[145].
33. Drakkar Noir de Guy Laroche, 1982. Composants : citron, mandarine, lavandin, coriandre, mousse de chêne, patchouli, cèdre et vétiver[154].
34. Dune de Christian Dior, 1991[133]. Notes : bergamote, vanille, benjoin.
35. Dunhill for men de Dunhill, 1936[155].

- Haut – A
- B
- C
- D
- E
- F
- G
- H
- I
- J
- K
- L
- M
- N
- O
- P
- Q
- R
- S
- T
- U
- V
- W
- X
- Y
- Z

## E
1. Eau d'Ikar de Sisley, 2011[156].
2. Eau d'orange verte de Hermès
3. Eau de Camille d'Annick Goutal, 1983[102].
4. Eau de Campagne de Sisley, créé par Jean-Claude Ellena, 1987. Composants : feuilles de tomate, basilic, citron, jasmin, géranium, muguet et bois[157].
5. Eau de Caron de Caron, 1980[158].
6. Eau de Cartier de Cartier, 2001[159].
7. Eau de Chypre de Guerlain, 1850[160].
8. Eau de Cologne Originale de Jean Marie Farina (1685-1766), 1708/1709[161].
9. Eau de Cologne d'Hermès, 1979[162].
10. Eau de Cologne à la bergamote de Chanel
11. Eau de Cologne de Lanvin de Lanvin, 1934[91].
12. Eau de Cologne impériale de Guerlain, 1853. Le flacon a été créé par Pierre-François-Pascal Guerlain[163].
13. Eau de Courrèges de Courrèges, 1974[99].
14. Eau de Cristobal, de Balenciaga, 2003[1].
15. Eau de Fleurs de Cédrat de Guerlain. Notes : cédrat[164].
16. Eau de Givenchy de Givenchy, 1980[164].
17. Eau de Gloire de Parfum d'Empire, créé par Marc-Antoine Corticchiato.
18. Eau de Gucci de Gucci, 1982[135].
19. Eau de Guerlain de Guerlain, créé par Jean-Paul Guerlain, 1959[165]
20. Eau de Hongrie, 1370. Notes : romarin, esprit de vin, essence de lavande, bergamote, jasmin, cirse et ambre.
21. Eau de Lubin de Lubin, 1969[151].
22. Eau de Parfum de Boucheron
23. Eau de Parfum de Capucci, 1980[135].
24. Eau de Parfum de John Galliano, 2008, flacon silhouette drapée teintée d'un dégradé du framboise au violet, bouchon rose or surmonté d'un "G" gothique. Notes : rose, iris poudré, musc ambré.
25. Eau de Patou de Jean Patou, créé par Jean Kerléo, 1976[99].
26. Eau de Rochas de Rochas, créé par Nicolas Mamounas, 1970. Composants : Rose sauvage, citron vert, mandarine, narcisse, ambre, santal[85],[86].
  1. Eau de Rochas Fraîche de Rochas, 2010. Créée par Jean-Michel Duriez. Notes : Bergamote, Citron, Orange, Fleurs blanches, muscs blancs
  2. Eau de Rochas Homme de Rochas, créé par Gilles Romey (Quest), 1993[166].
27. Eau de Roche de Rochas, 1948. Ancêtre de l'Eau de Rochas.
28. Eau de Sisley de Sisley, 2009[167].
  1. Eau de Sisley 2 de Sisley, 2009[6].
  2. Eau de Sisley 3 de Sisley, 2009[167].
29. Eau de Thé Vert de Roger & Gallet, créé par Jean-Claude Ellena.
30. Eau de Toilette de Cardin, 1976[168].
31. Eau d'Hermes, d'Hermes créé par Edmond Roudnitska, 1951[169]
32. Eau des merveilles d'Hermès, créé par Ralf Schwieger et Nathalie Feisthauer, 2004[170].
  1. Parfum des Merveilles d'Hermès, créé par Jean-Claude Ellena et Ralf Schwieger, 2005[170].
  2. Élixir des merveilles d'Hermès, créé par Jean-Claude Ellena, 2006[170].
  3. Eau Claire des Merveilles d'Hermès, créé par Jean-Claude Ellena, 2010[170].
33. Eau Du Soir de Sisley.
34. Eau Duelle de Diptyque. Notes : épices, vétiver, calamus, thé noir et oliban.
35. Eau Ensoleillante de Clarins. Notes : mimosa, mandarine, pamplemousse, ylang-ylang, patchouli.
36. Eau Fraîche de Léonard, 1974[171].
37. Eau Indigo, de Kenzo, créé par Christine Nagel, 2009[50].
38. Eau Jeune de L'Orientale. Bouchon oriental. Notes : un oriental à la liqueur d'amande, jasmin et baume de Tolu.
39. Eau Noire de Dior, créé par Francis Kurkdjian[8].
40. Eau parfumée au thé vert de Bulgari, créé par Jean-Claude Ellena, 1992[7].
41. Eau parfumée au thé blanc de Bulgari, créé par Jacques Cavallier, 2003.
42. Eau parfumée au thé rouge de Bulgari, créé par Olivier Polge, 2006.
43. Eau pour homme de Giorgio Armani, 1984[44].
44. Eau sauvage de Christian Dior, créé par Edmond Roudnitska, 1966. Notes : bergamote, citron.
  1. Eau Sauvage Extrême de Christian Dior, 1984[172].
45. Eau Sensuelle de Rochas de Rochas, 2008. Créée par Jean-Michel Duriez. Notes : Orange sanguine, Mangue, Fleur d'Oranger, Iris, Fruits Secs.
46. Eau Suave de Parfum d'Empire, créé par Marc-Antoine Corticchiato.
47. Eau Svelte de Dior, 1996[166].
48. Ébène de Balmain, 1983. Composants : Lantana, vétiver, patchouli, mousses de chêne[173].
49. Éclat d'Arpège de Lanvin, 2002
50. Éclat d'Arpège Pour Homme de Lanvin, 2015
51. Éclat de Fleurs de Lanvin, 2015
52. Éclat de Jasmin d'Armani, 2007. Flacon en bois de kotibé africain aux lignes épurées. Notes florales : jasmin d'Égypte, patchouli, vétiver d'Haïti.
53. Echo de Davidoff, 2003
54. Ecusson de Jean d'Albret, 1946[136].
55. Eden de Cacharel, 1994[174].
56. Égoïste de Chanel, créé par Jacques Polge et François Demachy, 1990[153].
57. Elle d'Yves Saint Laurent. Notes : freesia, pivoine, citron, litchi, baies roses, vétiver, patchouli.
  1. Elle Intense d'Yves Saint-Laurent, 2008.
58. Ellipse de Jacques Fath, 1974[175].
59. Émeraude de Coty, créé par François Coty, 1921[26].
60. Emeri Jean-Marie Farina de Roger & Gallet
61. Emir de Dana, créé par Jean Carles, 1935[12].
62. Empreinte de Courrèges, 1971[99].
63. En Avion de Caron, 1932. Flacon créé par Félicie Wanpouille et Paul Ternat[144].
64. Encens et Lavande de Serge Lutens, créé par Serge Lutens et Christopher Sheldrake, 1996[176].
65. Enjoy de Jean Patou, créé par Jean-Michel Duriez, 2003. Notes : cassis, banane verte et poire[147],[177].
66. Ensoleille-moi de Gas. Notes : tiaré, bergamote, ylang-ylang.
67. Envol de Ted Lapidus, 1978[178].
68. Envy de Gucci, créé par Maurice Roucel, 1997[147].
69. Envy For Men de Gucci, créé par Daniela Andrier, 1998[22].
70. Équateur de Bourjois, 1993
71. Équipage d'Hermès, 1970[179].
72. Erbe Marzoline d'Amanda Lacey, créé à Grasse par Richard Melchio, 2007. Notes : citron, ambre et musc.
73. Escada acte 2 d'Escada. Le flacon évoque les jambes croisées d'une femme.
74. Escale à Pondichéry de Dior, créé par François Demachy, 2009[50].
75. Escale à Portofino de Dior.
76. Escape de Calvin Klein, 1991[133].
77. Especially Escada d'Escada. 2011. Créée par Jean-Michel Duriez. Notes : Rose, Poire, fleurs blanches.
78. Essence de Narciso Rodriguez, créé par Alberto Morillas, 2009. Notes : musc, iris, rose, ambre[180].
79. Essence de Cerruti de Cerruti, 2009[181].
80. Essência do Brasil Breu Branco de Ekos. Notes : Breu Branco, fleurs et épices.
81. Essenza di Zegna d'Ermenegildo Zegna, créé par Alberto Morillas et Jacques Cavallier, 2003[182].
82. Eternity de Calvin Klein, créé par Sophia Grojsman, 1988[183].
83. Eternity For Men de Calvin Klein, créé par IFF, 1989[184].
  1. Eternity Aqua de Calvin Klein.
84. Étiquette Bleue des Parfums d'Orsay
85. Étoile de Rem de Réminiscence. Notes : ylang-ylang, noix de coco, fleur d'oranger, vanille, bergamote.
86. Étourdissant de Jean Desprez, 1939[185].
87. Etra d'Etro, 1988[186].
88. Étude d'Houbigant, 1931[114].
89. Euphoria Blossom de Calvin Klein[186].
90. Euphoria Crystalline de Calvin Klein.
91. Évasion de Bourjois, 1970[187].
92. Excellence de Guerlain, 1890[25].
93. Expression de Jacques Fath, 1977[175].
94. Extatic de Balmain, 2012

- Haut – A
- B
- C
- D
- E
- F
- G
- H
- I
- J
- K
- L
- M
- N
- O
- P
- Q
- R
- S
- T
- U
- V
- W
- X
- Y
- Z

## F
1. Fahrenheit de Christian Dior, créé par Jean-Louis Sieuzac et Florasynth, 1988[188].
  1. Fahrenheit 32 de Christian Dior, créé par François Demachy, 2007[153].
  2. Fahrenheit Absolut de Dior, 2009. Notes : myrrhe, encens, bois de Oud et violette[189].
2. Fair Play de Cerruti, 1984[190].
3. Fan di Fendi de Fendi, 2011. Un fleuri, notes : rose, jasmin, poire, cassis[191].
4. Fantasque de Louis Féraud, 1980[192].
5. Farouche de Nina Ricci, créé par Michel Hy, 1974[92].
6. Fashion de Léonard, 1970[171].
7. Fath de Fath, de Jacques Fath, 1953[74].
8. Féerie de Van Cleef & Arpels, créé par Antoine Maisondieu, 2008. Flacon pierre facettée bleu saphir, cabochon argent surmonté d'une branche où une fée prend la pose. Notes florales : violette, cassis, rose, mandarine, iris et bois précieux[193].
9. Féerie Rubis de Van Cleef & Arpels, 2015.
10. Femme Individuelle de Montblanc, 2004.
11. Féminité du bois de Shiseido, créé par Serge Lutens, Pierre Bourdon et Christopher Sheldrake, 1992[194].
12. Femme de Rochas, créé par Edmond Roudnitska, 1945. Composants : pêche, prune, jasmin, ylang-ylang, ambre, musc[85],[195].
13. Fête de Molyneux, 1962[152].
14. Fête des roses de Caron, 1936[10].
15. Fidji de Guy Laroche, 1966[123].
16. Fiorucci Glittery de Fiorucci, 2007[24].
17. First de Van Cleef & Arpels, créé par Jean-Claude Ellena, 1976. Flacon en cristal de Baccarat dessiné par Jacques Llorente[196].
18. Five O'Clock au Gingembre de Serge Lutens.
19. Flash de Jimmy Choo, créé par Christine Nagel, 2013[197].
20. Fleur Chérie de L'Occitane
21. Fleur d'Amour de Roger & Gallet, 1905[115].
22. Fleur d'Anus de Chez Calfouette, 2005[115].
23. Fleur d'Italie de Guerlain, 1884[25].
24. Fleur de Fleurs de Nina Ricci, 1981[135].
25. Fleur défendue de Lolita Lempicka, 2008[198].
26. Fleur du Mâle de Jean Paul Gaultier, créé par Francis Kurkdjian, 2007. Notes : fleur d'oranger, fougère[199].
27. Fleur du Matin de Miller Harris. Notes : chèvrefeuille, jasmin et néroli.
28. Fleur qui Meurt de Guerlain, créé par Jacques Guerlain, 1901[200].
29. Fleurs de Rocaille de Caron, 1933[10].
30. Flirt d'Ed. Pinaud, 1891.
31. Flora de Gucci
32. Flower by Kenzo de Kenzo, créé par Alberto Morillas, 2000[201]
  1. Flower by Kenzo Oriental de Kenzo. Notes : coquelicot, litchi, mandarine et gingembre.
33. Flower bomb de Viktor & Rolf, 2005[202].
34. Folavril d'Annick Goutal, créé par Annick Goutal, 1981. Notes : jasmin, mangue, boronia[102].
35. Foliflora de Guerlain, 2003[107].
36. For Her de Narciso Rodriguez, créé par Francis Kurkdjian et Christine Nagel[8].
37. For Him de Narciso Rodriguez.
38. Fougère Royale de Houbigant, créé par Paul Parquet, 1882[4],[129].
39. Fracas de Robert Piguet, créé par Germaine Cellier, 1948. Parfum préféré d'Edwige Feuillère[203].
40. Fragile de Jean Paul Gaultier, créé par Francis Kurkdjian, 1999[204].
41. French Line de Revillon, 1984[205].
42. French Lover des Éditions de parfums Frédéric Malle, créé par Pierre Bourdon, 2007. Notes : un boisé végétal épicé.
43. Fuel for Life de Diesel, 2007.
44. Fumée de Lubin, 1934[206]
45. Fumerie Turque de Serge Lutens. Notes : tabac Balkan corsé, raisin de Corinthe, cuir fumé, vieux rhum.

- Haut – A
- B
- C
- D
- E
- F
- G
- H
- I
- J
- K
- L
- M
- N
- O
- P
- Q
- R
- S
- T
- U
- V
- W
- X
- Y
- Z

## G
1. Gardénia de Guerlain, 1935[91].
2. Gardénia de Chanel, 1925[91].
3. Gauloise de Molyneux, 1981[97].
4. Gaultier de Jean Paul Gaultier, 2005
5. Gavotte de Guerlain, 1897[25]. Créé par Jacques Guerlain[43].
6. Gem de Van Cleef & Arpels, 1987[142].
7. Gianni Versace de Gianni Versace, 1982[207].
8. Giorgio Beverley Hill de Giorgio Beverly Hill. Notes : garénia, vanille.
  1. Giorgio Beverley Hill - G
  2. Giorgio Beverley Hill - Giorgo Aire
  3. Giorgio Beverley Hill - Red
  4. Giorgio Beverley Hill - Wings
9. Givenchy Gentleman de Parfums Givenchy, 1974[208].
10. Givenchy Blue Label de Parfums Givenchy.
11. Givenchy pour Homme de Parfums Givenchy.
12. Givenchy III de Givenchy, 1970[209].
13. Glamour de Bourjois, créé par Henri Robert, 1955[208].
14. Globe de Rochas, créé par Nicolas Mamounas, 1990. Composants : mandarine, boldo, galbanum, maté, géranium, basilic, rose thé, vétiver, cyprès, encens, ambre, santal et rhubarbe[210],[86].
15. Gloria de Cacharel, 2002[24].
16. Glow de Jennifer Lopez en collaboration avec la société Coty, 2002[211].
17. Graffiti de Capucci, 1963. Notes : mousse de chêne, ambre gris, rose et jasmin[102].
18. Gramercy Park de Bond n°9, 2003[6].
19. Grande Dame de Jean Desprez, 1939[212].
20. Green Pulp de Byredo Parfums, 2008.
21. Green Tea d'Élizabeth Arden
22. Green Water de Jacques Fath, 1953[175].
23. Gucci, dit également parfum 1 de Gucci, 1972[213].
24. Gucci Guilty de Gucci. Un oriental[214], notes : poivre, lilas, pêche, ambre[215].
25. Gucci N° 3 de Gucci, 1985[213].
26. Gucci pour Homme de Gucci, 1976[145]. Créé par Michel Almairac.
27. Guerlain Homme de Guerlain, créé par Thierry Wasser et Sylvaine Delacourte, 2008. Notes : Limette, thé vert, menthe, rhubarbe[216].
28. Guerlarose de Guerlain, 1934[91].
29. Guerlinade de Guerlain, 1998[107].
30. Guerlinas de Guerlain, 1930[91].
31. Guess Girl de Guess, créé par Laurent Le Guernec, 2013. Notes fruitées : nectar de framboise, melon, bergamote[217].
32. Guess Seductive Homme de Guess[218].
  1. Guess Seductive Homme Blue de Guess, créé par Guillaume Flavigny, 2013. Notes de tête : agrumes, cardamome et poivre noir[218].
33. Guet Apens de Guerlain, 1999[107].
34. Guirlandes de Carven, 1982[219].
35. Gypsy Water de Byredo Parfums, 2008.

- Haut – A
- B
- C
- D
- E
- F
- G
- H
- I
- J
- K
- L
- M
- N
- O
- P
- Q
- R
- S
- T
- U
- V
- W
- X
- Y
- Z

## H
1. Habanita de Molinard, 1921. Notes : vanille, musc et agrumes[220].
2. Habit Rouge de Guerlain, créé par Jean-Paul Guerlain, 1965. Notes : bruyère, mousse[220].
3. Halston Z-14 d'Halston, créé par Max Gavarry, 1976[71].
4. Hammam Bouquet de Penhaligon's, créé par William Penhaligon, 1872. Notes : rose turque, santal et cèdre[78].
5. Herbissimo Enebro de Dana, 1980[6].
6. Héritage de Guerlain, créé par Jean-Paul Guerlain, 1992[104].
7. Hermessence Yunnan Osman d'Hermès
8. Hervé Léger d'Hervé Léger en collaboration avec Procter & Gamble, 1999. Hervé Léger est lui-même le créateur de ce parfum[221],[222].
9. Higher de Christian Dior, créé par Olivier Pescheux et Olivier Gillotin, 2001[223].
  1. Higher Energy de Christian Dior, 2003[223].
10. Hiris d'Hermès, créé par Olivia Giacobetti, 1999[224].
11. Ho Hang de Balenciaga, 1971[225].
12. Holygrace de Comme des Garçons.
13. Holygrapie de Comme des Garçons.
14. Homme de Guerlain. Notes : mojito, rhum, limette, menthe, thé vert et vétiver.
15. Homme Intense, Dior
16. Hot Couture de Parfums Givenchy
17. Hugo de Hugo Boss, 1995[59].
18. Huile de Chaldée de Jean Patou, 1927[226].
19. Hypnôse de Lancôme, créé par Annick Menardo et Thierry Wasser (Firmenich), 2005. Notes : jasmin, vanille, vétiver, fleur de la passion[148],[227].
  1. Hypnôse pour Homme de Lancôme, créé par Maurice Roucel, 2007[227].

- Haut – A
- B
- C
- D
- E
- F
- G
- H
- I
- J
- K
- L
- M
- N
- O
- P
- Q
- R
- S
- T
- U
- V
- W
- X
- Y
- Z

## I
1. Ice Men de Thierry Mugler, 2007. Notes : patchouli, café frappé, muscade.
2. Idéal d'Houbigant, créé par Paul Parquet, 1900[228],[129].
3. Idole de Lubin, créé par Olivia Giacobetti, 2007. Notes : absolue de rhum, ébène, canne à sucre, cuir[229].
4. Idole de Giorgio Armani, créé par Bruno Jovanovic (IFF), 2009[37],[119].
5. Idylle de Guerlain, créé par Thierry Wasser, 2009[50].
  1. Idylle Duet de Guerlain, créé par Thierry Wasser, 2011. Notes : rose et patchouli[15].
6. Ilaya de Le Monde en Parfum, créé par Isabel Derroisné. Un oriental velouté. Notes : gingembre, cardamome, ylang-ylang, jasmin, baumes, myrrhe, encens, benjoin et café moka.
7. Imprévu de Coty, 1965[230].
8. In Love Again d'Yves Saint Laurent, 1998[231].
9. Incanto Heaven de Salvatore Ferragamo. Un fleuri.
10. Individuel de Montblanc, 2004.
11. Infini de Caron, créé par Ernest Daltroff, 1912 (1re version)[232], créé par Max Gavarry et Guy Robert, 1970 (2e version)[71],[233].
12. Infusion d'Iris de Prada, créé par Daniela Andrier, 2007. Notes : iris, muguet, violette et héliotrope[234],[22].
13. Infusion d'Homme de Prada, créé par Daniela Andrier, 2008. Notes : néroli de Tunisie, iris, cèdre et encens[235].
14. Initial de Boucheron, 2000. Notes : patchouli, amande, musc, poivre, mandarine[24],[236].
15. Initiation de Molyneux, 1990[237].
16. Inlé de Memo, créé par Aliénor Massenet et Clara Molloy. Notes : osmanthus et thé.
17. Innocent Rock de Thierry Mugler, 2008[2].
18. Innocent Secret de Thierry Mugler, 2007. Vendu en exclusivité par le Club des créateurs de beauté[238].
19. Insensé de Givenchy, créé par Daniel Molière, 1993[239],[48].
  1. Insensé Ultramarine de Givenchy, créé par Jean Courtière et Takasago, 1994. Le flacon est dessiné par Pierre Dinand[240]
20. Insolent de F.Millot, 1947.
21. Insolence de Guerlain, créé par Maurice Roucel (Symrise) et Sylvaine Delacourte, 2006. Notes : violette, fruits rouge, iris[236].
22. Inspiration de Lacoste. Notes : mirabelle, grenade, mandarine.
23. Intense d'Ungaro.
24. Intense For Her de Narciso Rodriguez. Notes : ylang-ylang, jasmin, fleur d'oranger.
25. Intense Stella Rose Absolute de Stella McCartney
26. Iris & White Musk Cologne de Jo Malone, créé par Christine Nagel, 2010[21].
27. Iris Nobile d'Acqua di Parma, créé par Francis Kurkdjian et Françoise Caron[8].
28. Iris Noir d'Yves Rocher.
29. Irresistible Apple de Bath & Body Works, septembre 2007. Notes : bergamote, prune, pomme rouge, rose blanche, fleur d'oranger, fleur de lotus, iris, ambre, bois de santal, vanille, patchouli, praline, cannelle et musc.
30. Iscles d'Or de Molinard, 1930[241].
31. Iskander de Parfum d'Empire, créé par Marc-Antoine Corticchiato. Notes : agrumes, estragon, coriandre, mousse et musc.
32. It's You d'Elizabeth Arden, créé par Edmond Roudnitska, 1939[242].
33. Ivoire de Chanel, créé par Ernest Beaux, 1931[242].
34. Ivoire de Balmain, créé par Michel Hy, 1979[92].

- Haut – A
- B
- C
- D
- E
- F
- G
- H
- I
- J
- K
- L
- M
- N
- O
- P
- Q
- R
- S
- T
- U
- V
- W
- X
- Y
- Z

## J
1. J'adore de Christian Dior, créé par Calice Becker et Ann Gottlieb. Notes : ylang-ylang, rose de Turquie, jasmin sambac, tubéreuse, fleur d'oranger, vanille de Tahiti, fève tonka. Flacon en forme d'amphore[243].
  1. J'adore l'Absolu de Dior, créé par François Demachy, 2009[181],[244].
2. J'ai osé de Guy Laroche, créé par Max Gavarry (IFF), 1977[99],[245].
3. J'aime de Jacques Heim, 1956[89].
4. Jacomo for Her de Jacomo, 2005.
5. Jaipur de Boucheron, 1994[59].
  1. Jaïpur Bracelet de Boucheron, 2012.
  2. Jaïpur Homme de Boucheron, 1998
  3. Jaïpur Saphir de Boucheron, 1999[1].
6. Jaïpur Homme de Boucheron.
7. Japon Noir de Tom Ford, 2007.
8. Jardanel de Jean Desprez, 1973[246].
9. Jardin d'amour de Max Factor, 1986[142].
10. Jardins de Bagatelle de Guerlain, créé par Jean-Paul Guerlain, 1983[135],[247].
11. Jardin de mon curé de Guerlain, créé par Jacques Guerlain, 1895[43],[248].
12. Jardin en Méditerranée de Hermès, 2005[77].
13. Jardins de Bagatelle de Guerlain, 1983[127].
14. Jardins Romantiques Eau de Printemps d'Yves Saint Laurent, 2007
15. Jasmin de Corse de François Coty, 1906[113].
16. Jasmin du Siam de Guerlain, 1924[113].
17. Jasmin Noir de Bulgari, 2008. flacon noir élégant et graphite rehaussé d'or. Notes : jasmin, sève verte et pétales de gardénia, amande, réglisse, fève tonka et bois.
18. Jasmiralda de Guerlain, 1917[113].
19. Jazz d'Yves Saint Laurent, créé par Takasago, 1988. Le flacon est dessiné par Jérôme Faillant. Notes : armoise, coriandre, patchouli, noix de muscade, santal, rose géranium, genièvre[249],[250].
  1. Jazz Prestige d'Yves Saint Laurent, créé par Jean-François Latty (Takasago), 1992. Notes: bergamote, santal et géranium[250].
20. Je Reviens de Worth, créé par Maurice Blanchet, 1932. Le flacon original est créé par Lalique[251],[250].
21. Jean-Charles de Jean-Charles de Castelbajac, 1981[252].
22. Jean-Louis Scherrer de Jean-Louis Scherrer, 1979[135].
23. Jean-Marie Farina de Roger & Gallet, 1806[25].
24. Jean Paul Gaultier de Jean Paul Gaultier, créé par Jacques Cavallier (Firmenich), 1993. Notes : ylang-ylang, vanille, musc, ambre, gingembre[253].
25. Jean's Couture Glam de Versace, créé par Francis Kurkdjian[8].
26. Jeanne Lanvin de Lanvin, créé par Anne Flipo, 2008. Le flacon est habillé de tulle de soie. Notes : mûre, framboise, poire, musc et ambre gris[254],[2].
27. Jeanne Lanvin Couture de Lanvin, 2012
28. Je Reviens de Worth, créé par Maurice Blanchet, 1932[79].
29. Jimmy Choo de Jimmy Choo, 2011
30. Jimmy Choo Illicit de Jimmy Choo, 2015
31. Jimmy Choo Man de Jimmy Choo, 2014
32. Jicky de Guerlain, créé par Aimé Guerlain, 1889[255]
33. Jitrois de Jean-Claude Jitrois, 1989[142].
34. Jolie Madame de Pierre Balmain, créé par Germaine Cellier, 1953[136],[256].
35. Jontue de Revlon, 1975[99].
36. Joop ! Homme de Joop !, 1989[257].
37. Joop ! Muse de Joop !, 2003[257].
38. Jour & Nuit de Lalique
39. Jour de Louis Féraud, 1984[135].
40. Jour d'Hermes créé par Jean-Claude Ellena, 2013[258]
41. Joy de Jean Patou, créé par Henri Alméras, 1930. Notes: roses, jasmin[119].
42. Joyeux été de Lancôme, 1947[136].
43. Jules de Christian Dior, 1980[143].
44. Julia de Teo Cabanel. Notes : santal, ciste, framboise et musc.
45. Jungle homme de Kenzo, créé par Olivier Cresp, 1998[117].
46. Jungle tigre de Kenzo, créé par Jean-Louis Sieuzac et Dominique Ropion, 1997[117].

- Haut – A
- B
- C
- D
- E
- F
- G
- H
- I
- J
- K
- L
- M
- N
- O
- P
- Q
- R
- S
- T
- U
- V
- W
- X
- Y
- Z

## K
1. Kapsule de Karl Lagerfeld, 2008, flacon carré et épuré, bouchon carré décentré.
  1. Kapsule Light. Notes : bigarade, jasmin d'eau, muscade, musc
  2. Kapsule Floriental. Notes : feuille de lierre, thé noir, violette
  3. Kapsule Woody. Notes : cèdre, mousse, prune
2. Karess de Bourjois, 1921
3. Karl Classic de Karl Lagerfeld, 1978
4. Karl Lagerfeld Femme de Karl Lagerfeld, 2014
5. Karl Lagerfeld Homme de Karl Lagerfeld, 2014
6. Kashâya de Kenzo, créé par Sophie Grosjman, 1994. Le flacon est dessiné par Serge Mansau[259]
7. Kelly Calèche d'Hermès, créé par Jean-Claude Ellena[144].
8. Kenzo Amour de Kenzo. Notes : un floral poudré : riz, fleurs de cerisier, bois de thanaka.
9. Kenzo de Kenzo aussi appelé Kenzo et Kenzo Signature de Kenzo, créé par Françoise Caron (Givaudan-Roure), 1988. Le flacon est dessiné par Serge Mansau[260],[259].
10. Kenzo pour Homme de Kenzo, 1991[133].
11. Kenzo Power de Kenzo, 2008. Notes florales : coriandre, baume et bois.
12. Kenzo Vintage Edition de Kenzo, 2008. Fragrance typique des années 1970, notes : fève tonka, fleur d'héliotrope.
13. Kenzoki Énergisant de Kenzo, 2001[6].
14. Kenzoki Lotus de Kenzo, créé par Francis Kurkdjian[8].
15. K.L. ou KL de Lagerfeld, créé par Roger Pellegrino (Firmenich), 1982. Notes : mandarine, bergamote, rose, jasmin, ylang-ylang et patchouli[261],[262].
16. Knize Ten (de), créé pour le tailleur viennois Knize, par François Coty et Vincent Roubert en 1924[263].
17. Knowing d'Estée Lauder, créé par Firmenich, 1988. Le flacon est dessiné par Ira Levy[133],[262].
18. Kobako de Bourjois, créé par Ernest Beaux, 1936[264].
19. Kouros d'Yves Saint Laurent, créé par Pierre Bourdon, 1981. Composants : girofle, patchouli, ambre gris, encens, jasmin, herbes sauvages, armoise, rose[249].
  1. Kouros Fraicheur d'Yves Saint Laurent, créé par Quest, 1995[262].

- Haut – A
- B
- C
- D
- E
- F
- G
- H
- I
- J
- K
- L
- M
- N
- O
- P
- Q
- R
- S
- T
- U
- V
- W
- X
- Y
- Z

## L
1. L de Lolita Lempicka, créé par Maurice Roucel, 2006. Notes : fleur d'immortelle, orange amère, cannelle, vanille et patchouli.
2. L'Aimant de François Coty et Vincent Roubert, 1927[265]. Le flacon est imaginé par Pierre Camin[11].
3. L'Air du temps de Nina Ricci, créé par Francis Fabron, 1948. Flacon Lalique[11].
  1. L'Air de Nina Ricci, 2011. Notes : magnolia, freesia, patchouli, chèvrefeuille et jasmin[15],[266].
4. L'Âme d'un Héros (anciennement Coriolan) de Jean-Paul Guerlain. Notes : Absinthe et basilic.
5. L'Anarchiste de Caron, créé par Richard Fraysse, 2000[267].
6. L'Eau Ambrée de Prada, 2009[24].
7. L'Eau d'Ambre de L'Artisan Parfumeur, 1978[24].
8. L'Eau d'été de Jean Paul Gaultier. Notes : fleurs blanches, vanille, musc et ambre. Flacon bustier avec chaque été une nouvelle décoration robe.
9. L'Eau d'Hadrien d'Annick Goutal, créé par Annick Goutal, 1980[268].
10. L'Eau d'Issey d'Issey Miyake, créé par Jacques Cavallier (Firmenich), flacon en aluminium gris clair, 2007[7],[269].
  1. L'Eau d'Issey Une Goutte de Nuage d'Issey Miyake, 2009[270].
  2. L'Eau d'Issey Noir Absolu d'Issey Miyake.
11. L'Eau d'Issey pour Homme d'Issey Miyake, créé par Jacques Cavallier, 1994[269].
  1. L'Eau d'Issey pour Homme Intense d'Issey Miyake.
  2. L'Eau d'Issey pour Homme Sport d'Issey Miyake, créé par Jacques Cavallier, 2012. Notes : bergamote, pamplemousse et noix de muscade[269].
12. L'Eau de Balenciaga de Balenciaga, 1962[61].
13. L'Eau de Bulgari de Bulgari, créé par Jean-Claude Ellena, 1992[271].
14. L'Eau de Gentiane Blanche d'Hermès, créé par Jean-Claude Ellena, 2009[50].
15. L'Eau de printemps d'Yves Saint Laurent.
16. L'Eau du temps de Nina Ricci. Flacon Lalique. Notes fraîches et aquatiques sur une base L'Air du Temps avec fleurs, agrumes et épices.
17. L'Eau Nirique de Stéphanie de Saint-Aignan
18. L'Eau par Kenzo de Kenzo, 1996[7].
19. L'Eau Rose de Balenciaga, créé par Olivier Polge et Domitille Bertier, 2013. Notes : violette, mûre, rose, patchouli, cèdre et cyprès[63]
20. L'Essence de Balenciaga. Note : violette[63].
21. L'Heure bleue de Guerlain, créé par Jacques Guerlain, 1912[43].
22. L'Homme de Lanvin
23. L'Homme de Guerlain, 2008[77].
24. L'Homme d'Yves Saint-Laurent. Flacon en édition limitée créé par l'architecte Jean Nouvel, socle octogonal.
25. L'Instant de Guerlain, créé par Maurice Roucel et Sylvaine Delacourte, 2003[107].
26. L'Instant pour Homme de Guerlain créé par Béatrice Piquet (IFF), 2004[272].
27. L'Interdit de Givenchy, 1957[236].
  1. Fleur d'Interdit de Givenchy, créé par Daniel Molière, 1994[273],[48].
28. L'Œuvre Noire de By Kilian, créé par Kilian Hennessy, 2007. Cette collection comprend 10 parfums[274] :
  1. Prélude to Love.
  2. Love.
  3. Beyond Love.
  4. Love and Tears, 2010.
  5. Straight to Heaven
  6. A Taste of Heaven, Notes : absinthe, rose turque, patchouli.
  7. Back to Black.
  8. Liaisons Dangereuses.
  9. Cruel Intentions.
  10. Sweet Redemption.
29. L'Ombre dans l'eau de Diptyque.
30. L'Origan de Coty, créé par François Coty, 1905[275].
31. La Collection Christian Dior de Christian Dior, 2010[276].
  1. Bois d'Argent de Christian Dior, créé par Annick Ménardo[277],[276].
  2. Ambre Nuit de Dior, 2010[276].
  3. Eau Noire de Dior, 2010[276].
  4. Leather Oud de Dior, 2010[276].
  5. Granville de Dior, 2010[276].
  6. Cologne Royale de Dior, 2010[276].
  7. New Look 1947 de Dior, 2010[276].
32. La Femme de Sahlini. Un oriental boisé. Notes : tubéreuse, ylang-ylang.
33. La Fuite des Heures de Balenciaga, 1948[61].
34. La Nuit de l'homme d'Yves Saint Laurent, 2009[181].
35. La Petite Robe noire de Guerlain, créé par Delphine Jelk, 2008[278]
36. La Rose d'Orsay des Parfums d'Orsay, 1908[146].
37. La Rose Jacqueminot de Coty, créé par François Coty, 1904[279].
38. La Vierge Folle de Gabilla, 1911[280].
39. La Vie est belle de Lancôme, créé par Dominique Ropion et Olivier Polge, 2012[281].
40. Lacoste for Women de Lacoste, créé par Jean-Michel Duriez, 1999[282].
41. Lacoste Pour Homme de Lacoste, 2002. Grande succès de la marque[88].
42. Lady Million de Paco Rabanne, créé par Anne Flipo, Béatrice Piquet et Dominique Ropion, 2010. Notes : bigarade, framboise, jasmin sambac, gardénia, patchouli et miel[283].
43. Lagerfeld de Lagerfeld, 1979[261].
44. Lalibela d'Aliénor Massenet, créé par Clara Molloy. Notes : rose mystique, pivoine, patchouli, coco, ciste, vanille et bois précieux.
45. Lanvin Homme de Lanvin, 1997
46. Lanvin L'Homme Sport de Lanvin, 2009
47. Lauren de Ralph Lauren, 1990[237].
48. Le Baiser de Lalique de Lalique, créé par Laurent Bruyère, 1999[38].
49. Le Baiser du Faune de Molinard, 1930[241].
50. Le De Givenchy de Givenchy, créé par Ernest Shiftan, 1957[284].
51. Le Dix de Balenciaga, 1947. Son nom fait référence au 10 avenue George V, l'adresse de la maison de couture[64],[285].
52. Le Feu d'Issey Miyake
53. Le Jardin d'Amour de Max Factor, 1986[284].
54. Le Jardin de Monsieur Li d'Hermes créé par Jean-Claude Ellena, 2015[286]
55. Le Mâle de Jean Paul Gaultier, créé par Francis Kurkdjian et Christopher Sheldrake, 1996. Oriental, notes : fève tonka, lavande, vanille, menthe[86].
56. Le Minaret des Parfums de Rosine, créé par Paul Poiret, 1913[287].
57. Le Muguet d'Annick Goutal. Notes : muguet et benjoin.
58. Le Muguet de Rosine des Parfums de Rosine, créé par Marie-Hélène Rogeon et François Robert, 1995[288].
59. Le Sien de Jean Patou, 1929[289].
60. Léonard Homme de Léonard.
61. Les Caprices de Lolita de Lolita Lempicka, 2007. Notes : violette, amarena et réglisse en trois fragrances.
62. Les Cascades de Rochas - Eclat d'Agrumes de Rochas, créée par Jean-Michel Duriez, 2012. Notes : Mandarine, Poivre de Sichuan[290].
63. Les Espionnes du Tsar de Roméa D'Améor, créé par Pierre Bourdon, 2007[291].
64. Les Grandes Amours du Taj-Mahal de Roméa D'Améor, créé par Pierre Bourdon, 2007[291].
65. Les Grandes Prêtresses Incas de Roméa D'Améor, créé par Pierre Bourdon, 2007[291].
66. Les Impératrices Japonaises de Roméa D'Améor, créé par Pierre Bourdon, 2007[291].
67. Les Maîtresses de Louis XIV de Roméa D'Améor, créé par Pierre Bourdon, 2007[291].
68. Les Princesses de Venise de Roméa D'Améor, créé par Pierre Bourdon, 2007[291].
69. Les Souveraines d'Egypte de Roméa D'Améor, créé par Pierre Bourdon, 2007[291].
70. Liberté de Cacharel, créé par Domitille Bertier et Olivier Polge, 2007. Notes : chypre, orange, patchouli[292].
71. Light Blue de Dolce&Gabanna, créé par Alberto Morillas, 2007[120].
72. Lily Chic d'Escada, créé par Francis Kurkdjian[8].
73. Lily of the Valley de Penhaligon's. Notes : muguet.
74. Lily and Spice de Penhaligon's
75. Liu de Guerlain, créé par Jacques Guerlain, 1929[91].
76. Lola de Marc Jacobs[108].
  1. Oh, Lola de Marc Jacobs, 2011[293].
  2. Solide Lola de Marc Jacobs. Notes : pivoine, poivre et géranium.
77. Lolita Lempicka de Lolita Lempicka, créé par Annick Menardo (Firmenich), 1997[198].
78. Lolita Lempicka Eau du désir de Lolita Lempicka, 2010[6].
79. Louis XV de Bourjois, 1891
80. Loulou de Cacharel, créé par Jean Guichard, 1987[133]. Énorme succès commercial pour Cacharel[174].
  1. Loulou Blue de Cacharel.
81. Louve de Serge Lutens
82. Love in White de Creed
83. Love, Ralph Lauren de Ralph Lauren, 2008[74].
84. Love Story de Louis Féraud, 1997. Note de cassis.
85. Lovely Prism de Givenchy, créé par Marc Buxton (Symrise), 2007. Notes fruitées : pomme verte et cassis[294].
86. Lumière de Rochas, 1984. Composants : coriandre, chèvrefeuille, acacia, magnolia, ambre gris, fève tonka[85].
87. Lux de By Terry, créé par Mona Di Orio, 2006[100].
88. Luxe Patchouli par Comme des Garçons

- Haut – A
- B
- C
- D
- E
- F
- G
- H
- I
- J
- K
- L
- M
- N
- O
- P
- Q
- R
- S
- T
- U
- V
- W
- X
- Y
- Z

## M
1. M/Mink de Byredo Parfums, 2010. Notes : encre[295].
2. Ma Griffe de Carven, créé par Jean Carles, 1946[101].
3. Ma liberté de Jean Patou, créé par Jean Kerléo, 1987[142],[296].
4. Macassar de Rochas, 1980. Composants : laurier, armoise, géranium, tabac, bois de santal, bois de Guaiac[210].
5. Madame de Carven, 1979[159].
6. Madame de Rochas, créé par Guy Robert, 1960. Composants : Néroli, jacinthe, jasmin, rose de Bulgarie, cèdre, ambre, santal, bois précieux, iris[85],[297].
7. Madame Torrente de Torrente, 1978[298].
8. Mademoiselle Chanel de Chanel, 1948.
9. Mademoiselle Ricci de Nina Ricci, 1967[89]. Nouvelle version en 2012, créée par Alberto Morillas, notes : rose centifolia, églantine, musc, bois blanc, laurier rose et poivre rose[299].
10. Madrigal de Molinard, 1935[300].
11. Magie Noire de Lancôme, créé par Jean-Charles Niel, 1978[99],[272].
12. Magnifique de Lancôme, 2008. Notes : rose, safran et nagarmotâ[2].
13. Mahora de Guerlain, 2001[107].
14. Mam'zelle Victoire des Parfums de Rosine, créé par Henri Alméras, 1918[86].
15. Manifesto d'Yves Saint Laurent, créé par Anne Flipo et Loc Dong, 2012. Notes : muguet, cassis, jasmin, cèdre, santal, vanille et tonka[301].
16. Masculin de Bourjois, créé par Henri Robert, 1972[302].
  1. Masculin 2 de Bourjois, 1975[145].
  2. Masculin Or de Bourjois, 1980[302].
  3. Masculin Vetyver de Bourjois, 1985[302].
  4. Masculin Absolu de Bourjois, 1989[302].
  5. Masculin Extrême de Bourjois, 2000[302].
  6. Masculin Barbare de Bourjois, 2005[302].
17. Métal de Paco Rabanne, créé par Firmenich, 1977[303].
18. Mi-mai de Guerlain, 1914[163].
19. Michelle de Balenciaga, 1979. Le nom fait référence au mannequin vedette de la marque durant les années 1960[225].
20. Midnight in Paris de Van Cleef & Arpels, créé par Domitille Bertier et Olivier Polge, 2011. Oriental ambré cuiré. Le flacon reproduit la voute céleste[304].
21. Ming Shu d'Yves Rocher, créé par Gérard Anthony (Firmenich), 1997[8].
22. Minuit noir de Lolita Lempicka. Notes : iris, violette[305].
23. Miracle de Lancôme, créé par Alberto Morillas, 2000[120].
24. Miracle Homme de Lancôme, créé par Francis Kurkdjian[8].
25. Miss Balmain de Balmain, créé par Roure, 1967. Notes : patchouli, ambre, vétiver, jonquille[287].
26. Miss Boucheron de Boucheron, créé par Dominique Ropion et Anne Flipo, 2007. Notes : violette, rose, grenade et poivre rose[59],[292].
27. Miss Dior de Christian Dior, créé par Jean Carles, Bertrand Dupont, Paul Vacher, 1947[287].
28. Miss Dior Chérie de Christian Dior, 2005. Le parfum change de nom en 2012, l’appellation Miss Dior Chérie disparait. Notes : Fraise des bois, mandarine et pop-corn.
  1. Eau de Parfum Miss Dior, de Dior, créé par François Demachy, 2006[153].
29. Miss Worth de Worth, créé par Odette Breil-Radius (Roure), 1979. Notes : iris, rose, santal, ciste et cyprès[306].
30. Miss Zadig d'Emilio Pucci, 1977[99].
31. Missoni de Missoni, 1982[307].
32. Mitsouko de Guerlain, créé par Jacques Guerlain, 1919[43].
33. Mode de Caron, 1930[91].
34. Molinard de Molinard, 1979[308].
35. Mon Parfum de Bourjois, 1919[309].
36. Moment suprême de Jean Patou, créé par Henri Alméras, 1929[91],[79].
37. Monogram de Ralph Lauren, 1985[143].
38. Monsieur Balmain de Balmain, 1964. Notes : citronnelle, verveine[310].
39. Monsieur de Carven, 1978[145].
40. Monsieur de Givenchy, 1959[155].
41. Monsieur Lanvin de Lanvin, 1961. Composants : herbes coupées, trèfle, sauge, mousse de chêne[311].
42. Monsieur Rochas de Rochas, 1969. Composants : sauge, cyprès, cèdre, cannelle, poivre, épices, basilic[210].
43. Mouchoir de Monsieur de Guerlain, créé par Jacques Guerlain, 1904[43],[155].
44. Moustache de Rochas, 1949[155].
45. Muguet de Guerlain, 1908 (1re version)[163], 1998 (2e version)[107].
46. Muguet des Bois de Coty, créé par Henri Robert, 1941[312].
47. Muguet du Bonheur de Caron, créé par Michel Morsetti, 1952[312].
48. Mûre et Musc de L'Artisan Parfumeur, créé par Jean-François Laporte, 1978[313],[271].
  1. Mûre et Musc Extrême de L'Artisan Parfumeur, créé par Karine Dubreuil[48].
49. Musc Ravageur des Éditions de parfums Frédéric Malle, créé par Maurice Roucel. Oriental, 2001[132].
50. Muse de Rochas, 2011[1].
51. Musk for men de Fabergé, 1976[145].
52. My Sin de Lanvin, 1925[62].
53. Mystère de Rochas, créé par Max Gavarry, 1978. Composants : cascarille, narcisse, violette, mousse de chêne, cyprès[85],[71].

- Haut – A
- B
- C
- D
- E
- F
- G
- H
- I
- J
- K
- L
- M
- N
- O
- P
- Q
- R
- S
- T
- U
- V
- W
- X
- Y
- Z

## N
1. No 5 de Chanel, créé par Ernest Beaux, 1921. Notes : un fleuri-aldéhydé.
  1. No 5 Eau Première de Chanel, créé par Jacques Polge, 2009[50].
2. No 18, 2007 créé par Jacques Polge.
3. No 19 de Chanel, 1970. Créé par Henri Robert, il est le dernier parfum sorti du vivant de Coco Chanel[314].
4. No 22, 1922
5. No 55, 1925
6. Nahéma de Guerlain, créé par Jean-Paul Guerlain, 1979[315].
7. Naïade créé par Christian Breton. Notes : anis, lierre, violette, fève tonka, iris, vanille, praline et musc.
8. Narcisse Noir de Caron, 1911[280].
9. New West For Him d'Aramis, 1988[316].
10. Niagara de Courrèges, créé par Francis Camail (Robertet), 1995[317].
11. Nina de Nina Ricci, 1987[133].
  1. Nina L'Éxilir de Nina Ricci. Notes : citron vert, fruits rouges, jasmin, musc.
12. Nino Cerruti de Cerruti, 1979[74].
13. Nirmala de Molinard, 1955[300].
14. Nocturnes de Caron, 1981[318].
15. Noa de Cacharel 1998
  1. Noa Perle de Cacharel. Flacon perle. Notes fleuries et acidulées : fleurs blanches et kumquat.
16. Nombre Noir de Shiseido, 1982[135].
17. Normandie de Jean Patou, 1935[226].
18. Nu d'Yves Saint-Laurent, créé par Jacques Cavallier, 2001[109].
19. Nuit de Longchamp de Lubin, 1937[125].
20. Nuit de Noël de Caron, 1922[10].1991
21. Number One d'Hugo Boss, 1985[127].
22. N°  de oro , parfum d'équivalence retravaillé en laboratoire.

- Haut – A
- B
- C
- D
- E
- F
- G
- H
- I
- J
- K
- L
- M
- N
- O
- P
- Q
- R
- S
- T
- U
- V
- W
- X
- Y
- Z

## O
1. Ô de Lancôme, 1969[89], créé par Robert Gonnon. Notes : romarin, basilic, bergamote, chèvrefeuille.
  1. Ô oui ! de Lancôme, 1999[319].
  2. Ô d'Azur de Lancôme, 2009[320].
  3. Ô de l'Orangerie de Lancôme, créé par Dominique Ropion et Anne Flipo, 2011. Notes : fleur d'oranger, agrumes, jasmin[15],[321],[320].
2. Ô pour Homme de Lancôme, 1996[6].
3. Obsession de Calvin Klein, créé par Bob Slattery (Givaudan-Roure) en 1985. Notes : ambre, mandarine, bergamote, jasmin, coriandre, santal, vétiver, musc et encens. Le flacon est créé par les ateliers Dinand[319].
4. Ode de Guerlain, créé par Jacques Guerlain en collaboration avec Jean-Paul Guerlain, 1955[322],[89].
5. Odeur 53 de Comme des garçons, 1998[323].
6. Ombre Bleue de Jean-Charles Brosseau, 1987[324].
7. Ombre rose de Jean-Charles Brosseau, 1981[135].
8. Omnia de Bulgari, créé par Alberto Morillas, 2003. Notes florales : iris, rose et bois[120]
  1. Omnia Améthyste de Bulgari, 2003.
  2. Omnia Coral de Bulgari, créé par Alberto Morillas, 2012[325].
9. Onde de Giorgio Armani, 2008, flacon rétro, effet plissé et pampille.
  1. Onde Extase. Notes : cèdre, narcisse, sésame
  2. Onde Mystère, oriental musqué[24].
  3. Onde Vertige. Notes : frangipanier, jasmin, réglisse, patchouli
10. One Million de Paco Rabanne, 2008[77]. Flacon en forme de lingot d'or. Ce parfum est le parfum pour homme le plus vendu en France en 2013[326]
11. Opéra de Coryse Salomé, 1932[91].
12. Opium d'Yves Saint Laurent, 1977. Composants : mandarine, jasmin, girofle, myrrhe, opoponax, castoreum, cèdre, santal, coriandre, prune, labdanum, œillet, muguet rose[327]. Créé par Jean-Louis Sieuzac.
  1. Opium Fraîcheur d'Orient d'Yves Saint Laurent, 1998
  2. Belle d'Opium d'Yves Saint-Laurent, créé par Honorine Blanc et Alberto Morillas, 2010. Notes : lys et gardénia[328].
13. Or de Torrente de Torrente, 1981[135].
14. Or et Noir de Caron, 1949. Le flacon a été dessiné par Félicie Wampouille et réalisé par Baccarat. Il est entièrement couvert d'un coque d'or[329].
15. Or noir de Pascal Morabito, 1980[135].
16. Organza de Parfums Givenchy, créé par Sophie Labbé, 1996[7],[272].
  1. Organza Indécence de Parfums Givenchy.
17. Oscar de la Renta d'Oscar de la Renta, 1977[99].
18. Oud & Bergamot Cologne de Jo Malone, créé par Christine Nagel, 2010[21].

- Haut – A
- B
- C
- D
- E
- F
- G
- H
- I
- J
- K
- L
- M
- N
- O
- P
- Q
- R
- S
- T
- U
- V
- W
- X
- Y
- Z

## P
1. Paname de Jean Patou, créé par Jean-Michel Duriez, 2001[330].
2. Panthère de Cartier, 1987[133].
3. Paradoxe de Cardin, 1983[168].
4. Parce Que de Capucci, 1963[102].
5. Parfum d'Elle de Montana, 1990. Le flacon est créé par Serge Mansau[237].
6. Parfum d'Hermès d'Hermès, 1984[179].
7. Parfum de Peau de Claude Montana, créé par Édouard Fléchier, 1986[331].
8. Parfum des Champs Elysées de Guerlain, 1904. Créé par Jacques Guerlain, son flacon est en forme de tortue[43].
9. Parfum Sacré de Caron, 1990[332].
10. Paris d'Yves Saint Laurent, 1983. Composants : mimosa, géranium, cassie, aubépine, rose, violette, mousse de chêne, iris, ambre, musc, santal[135]. Créé par Sophia Grosjman.
  1. Paris Premières Roses d'Yves Saint Laurent[38].
  2. Paris Roses des Bois d'Yves Saint Laurent, 2004
11. Parisienne d'Yves Saint Laurent, créé par Sophia Grosjman et Sophie Labbé, 2009[50].
12. Partner de F.Millot, 1959.
13. Parure de Guerlain, 1975[333].
14. Passage d'Enfer de Comme des garçons, 1999[176].
15. Patou Nacre de Jean Patou, créé par Jean-Michel Duriez, 2001[330].
16. Patou pour homme de Jean Patou, 1980[226].
17. Petit Guerlain de Guerlain, créé par Jean-Paul Guerlain, 1991[104].
18. Petite Chérie d'Annick Goutal, créé par Annick Goutal, 1998[102].
19. Philéas de Nina Ricci, 1984[334].
20. Philtre d'Amour de Guerlain, 2000[107].
21. Pleasures d'Estée Lauder, créé par Alberto Morillas, 1995[244].
22. Poême de Lancôme, 1995[7].
23. Polo de Ralph Lauren, 1978[268].
  1. Polo Crest de Ralph Lauren, 1991[335].
  2. Polo Sport de Ralph Lauren, 1994[335].
  3. Polo Sport For Women de Ralph Lauren, 1996[335].
  4. Polo Explorer de Ralph Lauren, 2008, flacon kaki. Un boisé-ambré, notes : santal vert, ambre de la Baltique.
24. Poison de Christian Dior, créé par Édouard Fléchier, 1985[336].
  1. Hypnotic Poison de Christian Dior, créé par Annick Ménardo, 1998. Notes : santal, vanille, musc, rose, muguet[227],[277].
    1. Hypnotic Poison Eau Sensuelle de Christian Dior, créé par François Demachy, 2010[337].
    2. Hypnotic Poison Eau Secrète de Christian Dior, créé par François Demachy, 2013[338].

  2. Midnight Poison de Dior, 2007. Notes : mandarine, rose, patchouli, ambre, vanille[339].
  3. Pure Poison de Dior, créé par Dominique Ropion, Olivier Polge et Carlos Benaïm, 2004[340].
  4. Tendre Poison de Dior, 1994[341].
25. Portrait of a Lady des Éditions de parfums Frédéric Malle, créé par Dominique Ropion, 2010[132].
26. Pour homme de Balenciaga, 1990[342].
27. Pour homme de Léonard, 1979[343].
28. Pour homme de Paco Rabanne, 1973[344].
29. Pour homme de Yves Saint Laurent, 1971.
30. Pour l'Homme de Cacharel, 1981. Le flacon est en forme de flasque[345].
31. Pour Lui d'Oscar de la Renta, 1979[346].
32. Pour Monsieur de Chanel, créé par Henri Robert, 1955. Eau de cologne. Puis en 1979, Jacques Polge crée une nouvelle version de Pour Monsieur[347].
  1. Pour Monsieur eau de toilette concentrée, créé par Jacques Polge, 1991[347].
33. Pour un Homme de Caron, 1934, premier parfum exclusivement pour homme[348].
34. Pourpre d'Automne de Violet, 1924[29].
35. Prélude de Balenciaga, 1982[225].
36. Premier Muguet de Bourjois, 1955[349].
37. Première de Jean-Charles de Castelbajac, 1980[252].
38. Princesse de Cœur, Laurent Mazzone Parfum
39. Private Collection d'Estée Lauder, 1973[74].
  1. Private Collection Tuberose Gardenia de Estée Lauder, créé par Aerin Lauder. Flacon orné de pierres semi-précieuses inspiré d'une broche de Josef Hoffmann (art viennois). Notes florales.
40. Pure Vétiver d'Azzaro, créé par Laurent Bruyère[38].

- Haut – A
- B
- C
- D
- E
- F
- G
- H
- I
- J
- K
- L
- M
- N
- O
- P
- Q
- R
- S
- T
- U
- V
- W
- X
- Y
- Z

## Q
1. Quadrille de Balenciaga, 1955[61].
2. Quand vient l'été de Guerlain, 1998[107].
3. Quartz de Molyneux, 1978[350].
4. Quelques fleurs de Houbigant, créé par Robert Bienaimé, 1912[4].
5. Quorum de Puig, créé par Max Gavarry, 1982[71].

- Haut – A
- B
- C
- D
- E
- F
- G
- H
- I
- J
- K
- L
- M
- N
- O
- P
- Q
- R
- S
- T
- U
- V
- W
- X
- Y
- Z

## R
1. Raffinée d'Houbigant, 1984[114].
2. Raku Les Bains Guerbois 2023. Créé par Jérôme Épinette. Ingrédients : Citron, Sauge Scalée, Accord Figue, Bois de Cèdre, Ambroxan et Musc.
3. Red d'Hugo Boss, 2013. Le flacon rouge est thermochromique[351].
4. Reflet d'eau de Rochas, créé par Jacques Huclier, 2006[4].
5. Requête de Worth, 1945[352].
6. Rhodinon, parfum de la Rome antique.
7. Rive Gauche d'Yves Saint Laurent, créé par Michel Hy et Jacques Polge, 1971. Composants : gardénia, chèvrefeuille, jasmin, ylang ylang, iris, géranium, magnolia, santal de Mysore, vétiver de Haïti[327],[92].
  1. Rive Gauche Pour Homme Light d'Yves Saint Laurent, 2004
8. Roadster de Cartier, 2008[77]. Notes : menthe sauvage, vanille et patchouli.
9. Rocabar d'Hermes créé par Gilles Romey, 1998[353]
10. Rochas Man de Rochas, 1999. Créé par Maurice Roussel. Composants : Cappucino, Feuilles de Framboisier, fougère.
11. Rococo à la Parisienne de Guerlain, 1887[25].
12. Rose de Paul Smith, 2008[124].
13. Rose Barbare de Guerlain, créé par Francis Kurkdjian[8].
14. Rose Cardin de Pierre Cardin, 1990. Le flacon est créé par Raison pure[354].
15. Rose Water & Vanilla Cologne de Jo Malone, créé par Christine Nagel, 2010[21].
16. Rumeur de Lanvin, créé par André Fraysse, 1932[355]. Notes : musc, patchouli, ambre.
  1. Rumeur 2 Rose de Lanvin, 2008
17. Rykiel de Sonia Rykiel, 1997[109].

- Haut – A
- B
- C
- D
- E
- F
- G
- H
- I
- J
- K
- L
- M
- N
- O
- P
- Q
- R
- S
- T
- U
- V
- W
- X
- Y
- Z

## S
1. Samsara de Guerlain, créé par Jean-Paul Guerlain, 1989. Le flacon est réalisé par Robert Granai[356].
  1. Un Air de Samsara de Guerlain, créé par Jean-Paul Guerlain, 1995[104].
2. Sans Adieu de Worth, créé par Maurice Blanchet, 1929[79].
3. Santos de Cartier, créé par les nez de Givaudan, 1981[357].
4. Scandal de Lanvin, créé par André Fraysse, 1932[355].
5. Scarlett de Cacharel.
  1. Scarlett, Le Jardin Cacharel de Cacharel, 2011. Notes : jasmin, chèvrefeuille et fleur d'oranger[15].
6. Senso d'Ungaro, 1987[133].
7. Sensous d'Estée Lauder, 2009[37].
8. Septième Sens de Sonia Rykiel, 1979[358].
9. Shalimar de Guerlain, créé par Jacques Guerlain, 1925. Notes : bergamote, citron, rose, vanille[43].
  1. Eau de Shalimar de Guerlain, créé par Mathilde Laurent, 2008.
  2. Shalimar Eau Légère, 2003[74].
  3. Shalimar Light, 2004.
  4. Shalimar, Ode à la Vanille de Guerlain, 2010[24]. Créé par Thierry Wasser.
  5. Fleur de Shalimar de Guerlain[148].
  6. Shalimar Black de Guerlain, 2007[148].
  7. Shalimar, Parfum Initial de Guerlain, créé par Thierry Wasser, 2011[148].
  8. Shalimar, Parfum Initial L'Eau Si Sensuelle de Guerlain, créé par Thierry Wasser, 2013. Notes : bergamote, néroli et pamplemousse, rose de Damas, iris, jasmin, anille et fève de tonka[148].
10. Shandoah de Jacques Heim, 1960[359].
11. Shéhérazade de Jean Desprez, 1983[360].
12. Shocking d'Elsa Schiaparelli, créé par Jean Carles, 1937[101].
13. Signor Vivara d'Emilio Pucci, 1970[361].
14. Sikkim de Lancôme (1971)
15. Silences de Jacomo, 1978[74]. Notes : narcisse, cassis, rose et santal. Flacon noir.
  1. Silences Purple de Jacomo, 2004. Notes : freesia, frangipanier, santal, patchouli. Flacon pourpre.
16. Sillage de Guerlain, 1907[163].
17. Si Lolita de Lolita Lempicka, 2009[37].
  1. L'Eau de Minuit Si Lolita de Lolita Lempicka.
18. Sira des Indes de Jean Patou, créé par Jean-Michel Duriez, 2006. Notes : milk-shake banane et vanille[282].
19. Sketch de Violet, 1924[29].
20. Skine de Guerlain, 1885[25].
21. So Pretty de Cartier, 1995. Le flacon est réalisé par Joël Desgrippes[362].
22. Soir de Paris de Bourjois, créé par Ernest Beaux, 1929[363]
23. Sortilège de Le Galion, 1937[42].
24. Sous le vent de Guerlain, 1933[91].
25. Spiritueuse Double Vanille de Guerlain, 2007[24]. Notes : vanille, rhum et bois.
26. Styx de Coty, créé par François Coty, 1911[26].
27. Sublime de Jean Patou, créé par Jean Kerléo, 1992[260].
28. Suzuro de Shiseido, 1976[6].
29. Thea Love de Sezmar, collection 2023.

- Haut – A
- B
- C
- D
- E
- F
- G
- H
- I
- J
- K
- L
- M
- N
- O
- P
- Q
- R
- S
- T
- U
- V
- W
- X
- Y
- Z

## T
1. Tabac Blond de Caron. Parfum pour femme d'inspiration masculine[203].
2. Tabu de Dana, 1932. Créé par Jean Carles[364] et considéré comme le précurseur de Poison de Christian Dior[203].
3. Tactics de Shiseido, 1979[74].
4. Tamango de Léonard, 1977[171].
5. Terre d'Hermès d'Hermès, créé par Jean-Claude Ellena, 2006. Gros succès de la maison de parfum[77],[365].
6. Terre de Bois de Miller Harris[366].
7. Tiffany For Men de Tiffany & Co..
  1. Tiffany For Men Sport de Tiffany & Co., 1998[6].
8. Tocade de Rochas, créé par Maurice Roucel, 1994[367].
9. Tonka Impériale de Guerlain, 2010[24].
10. Trèfle Incarnat de L.T. Piver, créé par Armingeat, 1896[368],[369].
11. Trésor de Lancôme, créé par Sophia Grosjman, 1990[369].
  1. Trésor L'Absolu Désir de Lancôme, créé par Dominique Ropion, 2011. Notes : rose centifolia, jasmin, vanille bourbon[370].
  2. Trésor Midnight Rose de Lancôme, créé par Anne Flipo, 2011. Notes : rose, framboise, jasmin, pivoine, cassis, musc, vanille et cèdre[371].
12. Triomphe de France de Roger & Gallet, créé par Paul Pellerin, 1920[312].
13. Trouble de Boucheron, 2004[1].
14. Trussardi de Trussardi, 1980[372].
15. Trussardi Uomo de Trussardi, 1984[372].
16. Truth de Calvin Klein, créé par Jacques Cavallier, 2000[8].
17. Tsao Ko de Guerlain, 1898[25]. Créé par Jacques Guerlain[43].
18. Tubéreuse de Caron, créé par Richard Fraysse, 2003[373].
19. Tubéreuse criminelle de Serge Lutens[373].
20. Turbulences de Revillon, 1981[205].
21. Tuscany per Uomo d'Aramis (en), 1984, par Francis Deleamont.

- Haut – A
- B
- C
- D
- E
- F
- G
- H
- I
- J
- K
- L
- M
- N
- O
- P
- Q
- R
- S
- T
- U
- V
- W
- X
- Y
- Z

## U
1. Un Air embaumé de Rigaud, créé en 1912[374].
2. Un Amour de Jean Patou, créé par Jean-Michel Duriez, 1998. Notes : Osmanthe[282].
3. Un Bois Vanille de Serge Lutens, 2003[24].
4. Ungaro d'Emanuel Ungaro, 1977. Notes : jasmin, ambre et safran[375].
5. Un Jardin après la Mousson d'Hermes créé par Jean-Claude Ellena, 2008[376]
6. Un Jardin en Méditerranée, d'Hermes créé par Jean-Claude Ellena, 2003[377]
7. Un Jardin sur Le Nil, d'Hermes créé par Jean-Claude Ellena, 2005[378]
8. Un Jardin sur le Toit d'Hermes créé par Jean-Claude Ellena, 2011[379]

- Haut – A
- B
- C
- D
- E
- F
- G
- H
- I
- J
- K
- L
- M
- N
- O
- P
- Q
- R
- S
- T
- U
- V
- W
- X
- Y
- Z

## V
1. Vacances de Jean Patou, 1936[6]. Le flacon en cristal gravé et irisé montre le soleil, la mer et les voiliers.
2. Valentina de Valentino[380].
  1. Valentina Acqua Floreale de Valentino, créé par Olivier Cresp, 2013. Notes : bergamote, fleur d'oranger, néroli, mimosa, jasmin et tubéreuse[380].
3. Van Cleef de Van Cleef & Arpels (1994). Floral-tubéreuse. Flacon créé par Serge Mansau.
4. Vanilla Musk de Coty, créé par Jacques Huclier, 1994[4].
5. Véga de Guerlain, 1936[91].
6. Vent Vert de Balmain, créé par Germaine Cellier, 1947[203].
7. Vera Violetta de Roger & Gallet, 1892[381].
8. Versailles pour homme de Jean Desprez, 1980[360].
9. Vert et Blanc de Carven, créé par Jean Carles (Roure), 1958[382].
10. Very Irrésistible de Givenchy, créé par Dominique Ropion, Carlos Benaïm et Sophie Labbé, 2003. Notes : rose, verveine et anis. Le flacon est imaginé par Pablo Reinoso[383],[272].
  1. Very Irrésistible Givenchy For Men de Givenchy.
  2. Very Irrésistible L'Intense de Givenchy, 2011. Notes : rose, musc blanc, violette et patchouli[15].
  3. Very Irrésistible Sensual Velvet. Notes : rose, verveine, anis étoilé, vanille et patchouli.
  4. Very Irrésistible Summer Cocktail. Notes : feuilles de menthe, rose.
  5. Very Irrésistible Cèdre d'Hiver. Notes : rose, cèdre, musc blanc et ambre clair.
  6. Very Irresistible Poésie d’un Parfum d'Hiver de Givenchy.
11. Vétiver de Guerlain, créé par Jean-Paul Guerlain, 1959. Notes : vétiver, santal, tabac[382].
  1. Vétiver Eau légère de Guerlain, 2004[107].
12. Vétiver de Carven, créé par Firmenich, 1957. Notes : citron, bergamote, vétiver, noix de muscade[382].
  1. Vétiver Dry de Carven, 1988[384].
13. Vétyver de Lanvin, 1966[122].
14. Violette à deux sous de Guerlain, 1936[91].
15. VIP Spécial Réserve Pour Homme de Giorgio, 1990[385].
16. Visa de Robert Piguet, créé par Germaine Cellier, 1945[386].
17. Vivara d'Emilio Pucci, 1966[89].
18. Vivre de Molyneux, créé par Max Gavarry, 1971[387],[71].
19. Vœu de Noël de Caron, 1939. Son ancien nom était Rose de Noël[10].
20. Voilà pourquoi j'aimais Rosine de Guerlain, 1900[25]. Créé par Jacques Guerlain[43].
21. Voilette de Madame de Guerlain, créé par Jacques Guerlain, 1904[43],[388].
22. Vol de nuit de Guerlain, créé par Jacques Guerlain en hommage à Saint-Exupéry, 1933[43],[91].
23. Votre Main de Jean Desprez, 1939[389].
24. Voyage d'Hermès, créé par Jean-Claude Ellena, 2010[144].
25. Voyageur de Jean Patou, pour homme, créé par Jean Kerléo en 1995. Le flacon est présenté dans un paquebot de métal.
26. Vu de Ted Lapidus, créé en 1975 par le nez Michel Hy dans un flacon marron et or, rectangulaire, aux coins arrondis.

- Haut – A
- B
- C
- D
- E
- F
- G
- H
- I
- J
- K
- L
- M
- N
- O
- P
- Q
- R
- S
- T
- U
- V
- W
- X
- Y
- Z

## W
1. Wazamba, de Parfum d'Empire, créé par Marc-Antoine Corticchiato, 2009[50].
2. Weil de Weil de Weil, 1971[6].
3. White Linen d'Estée Laudet, créé par Sophia Grojsman (IFF), 1978[390].
4. White Patchouli de Tom Ford, 2009[181].
5. Winter Delice de Guerlain, 2000[107].
6. Womanity de Thierry Mugler, 2010[49].

- Haut – A
- B
- C
- D
- E
- F
- G
- H
- I
- J
- K
- L
- M
- N
- O
- P
- Q
- R
- S
- T
- U
- V
- W
- X
- Y
- Z

## X
1. Xeryus de Givenchy, 1986[391].
2. Xmas Bells de Molinard, 1926[93].
3. XS de Paco Rabanne, créé par Gérard Anthony (Firmenich), 1993[7],[392].
4. XS pour Elle de Paco Rabanne, créé par Gérard Anthony (Firmenich), 1993[8].

- Haut – A
- B
- C
- D
- E
- F
- G
- H
- I
- J
- K
- L
- M
- N
- O
- P
- Q
- R
- S
- T
- U
- V
- W
- X
- Y
- Z

## Y
1. Y d'Yves Saint Laurent, créé par Michel Hy (Roure), 1964. Composants : tubéreuse, ylang ylang, jasmin, rose de Bulgarie, vétiver, santal, patchouli, mousse de chêne[327],[393].
2. Yardley Original de Yardley, 1979[143].
3. Yatagan de Caron, 1976[145].
4. Yendi de Roberto Capucci, 1972[99].
5. Yohji de Yohji Yamamoto, créé par Jean-Michel Duriez, 1999[282].
6. Yohji Essential de Yohji Yamamoto, créé par Jean-Michel Duriez, 1998[330].
7. Youth Dew d'Estée Lauder, créé par Josephine Catapano (IFF), 1952[393].
8. Ysatis de Givenchy, 1984[142].
9. YSL pour Homme d'Yves Saint Laurent, 1971. Composants : lavande, citron, patchouli, mousse de chêne, muscade, santal, vétiver, thym, romarin, fleur d'oranger[249].
  1. YSL Pour Homme Haute-Concentration d'Yves Saint Laurent, 1983
10. Yvresse (ex-Champagne) d'Yves Saint-Laurent, créé par Sophia Grojsman, 1993[394]
  1. Yvresse Légère d'Yves Saint Laurent.

- Haut – A
- B
- C
- D
- E
- F
- G
- H
- I
- J
- K
- L
- M
- N
- O
- P
- Q
- R
- S
- T
- U
- V
- W
- X
- Y
- Z

## Z
1. Zadig de Emilio Pucci, 1973[99].
2. Zen de Shiseido, 1965[89].
3. Zibeline de Weil, 1927[91].
4. Zut d'Elsa Schiaparelli, 1948[395].

- Haut – A
- B
- C
- D
- E
- F
- G
- H
- I
- J
- K
- L
- M
- N
- O
- P
- Q
- R
- S
- T
- U
- V
- W
- X
- Y
- Z

## Chiffres
1. 21 d'Ennio Capasa. Notes : lait, fleur d'oranger, safran, musc et ambre... au total 21 ingrédients. Flacon blanc opaque
2. 24, Faubourg d'Hermès, 1995[7].
3. 28 La Pausa de Chanel, créé par Jacques Polge pour la collection Les Exclusifs, 2007[396].
4. 31 rue Cambon de Chanel, 2007. Créé par Jacques Polge. Notes : bergamote, patchouli, mousse de chêne, labdanum.
5. 1000 de Jean Patou, créé par Jean Kerléo, 1972[260].
6. 1811 de Molinard, 1931[241].
7. 1881 de Cerruti, 1990. Son flacon est créé par Serge Mansau[83].
  1. 1881 En Fleurs de Cerruti, 2008, Notes : jasmin, violette, géranium, musc et vanille.
8. 7 Lovers de Carine Roitfeld, 2019.